# NGC 4767
NGC 4767 је елиптична галаксија у сазвежђу Кентаур која се налази на NGC листи објеката дубоког неба.
Деклинација објекта је - 39° 42' 52" а ректасцензија 12h 53m 52,9s. Привидна величина (магнитуда) објекта NGC 4767 износи 11,5 а фотографска магнитуда 12,5. Налази се на удаљености од 37,927 милиона парсека од Сунца. NGC 4767 је још познат и под ознакама ESO 323-36, MCG -6-28-23, DCL 362, PGC 43845.